# Заряжаемый гибрид

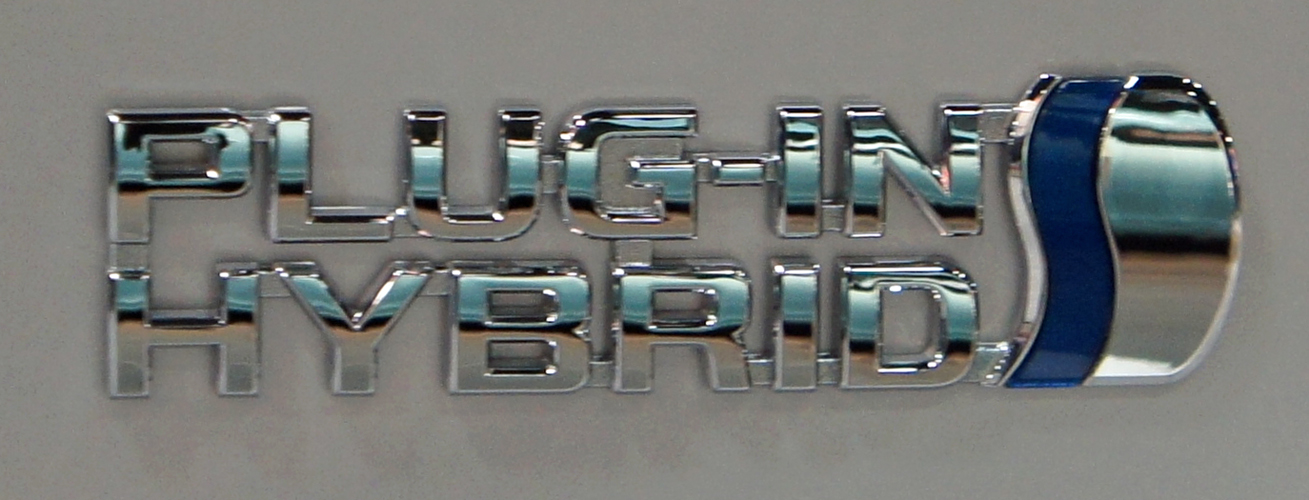

Заряжаемый гибрид (подключаемый гибрид, подзаряжаемый гибрид, плагин гибрид, Plug-in Hybrid, PHEV) — гибридный автомобиль, аккумуляторная батарея которого может быть заряжена от внешнего источника электрического тока.
Заряжаемые гибриды, также как и у электромобили, относятся к заряжаемым автомобилям.
Заряжаемые гибриды, как и незаряжаемые гибриды, могут быть параллельными, последовательными или последовательно-параллельными. (см. описание в статье гибридные автомобили)
Заряжаемые гибриды с запасом хода более 1000 км иногда называют электромобилями с увеличенным запасом хода (extended range electric vehicle, EREV, REEV, range extender). Популярность таких автомобилей в мире существенно растет с начала 2020х годов . 
Несмотря на то, что EREV являются подвидом PHEV, встречаются использование этих сокращений для описания параллельных и последовательных гибридов. Так, в отчете Международного энергетического агентства о существующих рынках и перспективах заряжаемых автомобилей, опубликованном в мае 2025 года, EREV употербляется в значении "последовательный гибрид" и противопоставляется сокращению PHEV, которым в обзоре называют параллельные гибриды. Такое разделение понятий встречается и в других источниках.
Большинство заряжаемых гибридов могут быть заряжены только медленными зарядными станциями с переменным током и не могут быть зяряжены от быстрых зарядных станций с постоянным током.

## Статистика продаж
Соотношение продаваемых в мире электромобилей к заряжаемым гибридам в 2024 году снизилось до 1,67 по сравнению с 2,31 в 2023 году, что указывает на значительный рост популярности заряжаемых гибридов.
За первые 7 месяцев 2024 года продажи заряжаемых гибридов в мире выросли на 50% в годовом исчислении. Согласно некоторым прогнозам, доля подключаемых гибридов среди автомобилей будет рости до середины 2030-х годов.
В России за 10 месяцев 2024 года было продано 31700 заряжаемых гибридов, 2,4% от общего числа проданных автомобилей. В первом квартале 2025 года доля заряжаемых гибридов составляла 2% в продаже новых автомобилей в России.
Продажи заряжаемых гибридов в Китае в 2024 году выросли на 81 процент по сравнению с 2023 г.

## Налогообложение

### Россия
- в 2024 г. при расчете налога на транспортное средство на последовательные гибриды мощность рассчитывалась как сумма мощности электродвигателей
- на параллельные гибриды мощность рассчитывалась как сумма мощности электродвигателей и двигателя внутреннего сгорания
- В декабре 2024 на сайте ФНС России было опубликовано соответствующее разъяснение: "Для исчисления транспортного налога в отношении легкового автомобиля с КЭУ параллельного типа учитывается суммарно максимальная 30-минутная мощность электродвигателя и мощность двигателя внутреннего сгорания. Для КЭУ последовательного типа – мощность двигателя внутреннего сгорания, не имеющего механической связи с трансмиссией и предназначенного для выработки электроэнергии, не учитывается."[13]

### Исландия
Для компенсации снижающихся налогов от продажи бензина, с 2024 года введен налог с каждого километра проезда электромобилей и заряжаемых гибридов.

## Премиальные заряжаемые гибриды
Помимо экономии топлива, подключаемые гибриды обеспечивают способность придать быстрое ускорение автомобилю. Это используется в ультра-премиальных автомобилях. Например, подключаемый гибрид Ferrari SF90 Stradale обладает литий-ионным аккумулятором емкостью всего лишь 7,9 кВт·ч , который дает автомобилю 26 км движения. Но благодаря трем электродвигателям в добавление к ДВС автомобиль достигает скорости 100 км/ч за 2.5 сек. Подключаемый гибрид Lamborghini Temerario 2024-го года обладает батареей емкостью всего 3.8 кВт·ч.